# Diospyros trichophylla
Diospyros trichophylla är en tvåhjärtbladig växtart som beskrevs av Arthur Hugh Garfit Alston. Diospyros trichophylla ingår i släktet Diospyros och familjen Ebenaceae. Inga underarter finns listade i Catalogue of Life.